# Joakim II av Brandenburg
Joakim II "Hektor" av Brandenburg, född 13 januari 1505 i Cölln an der Spree, död 3 januari 1571 i Köpenick, var kurfurste och regerande markgreve av Brandenburg 1535–1571. Under hans regering infördes den lutherska reformationen i Brandenburg.

## Biografi

### Uppväxt och kurprinstid

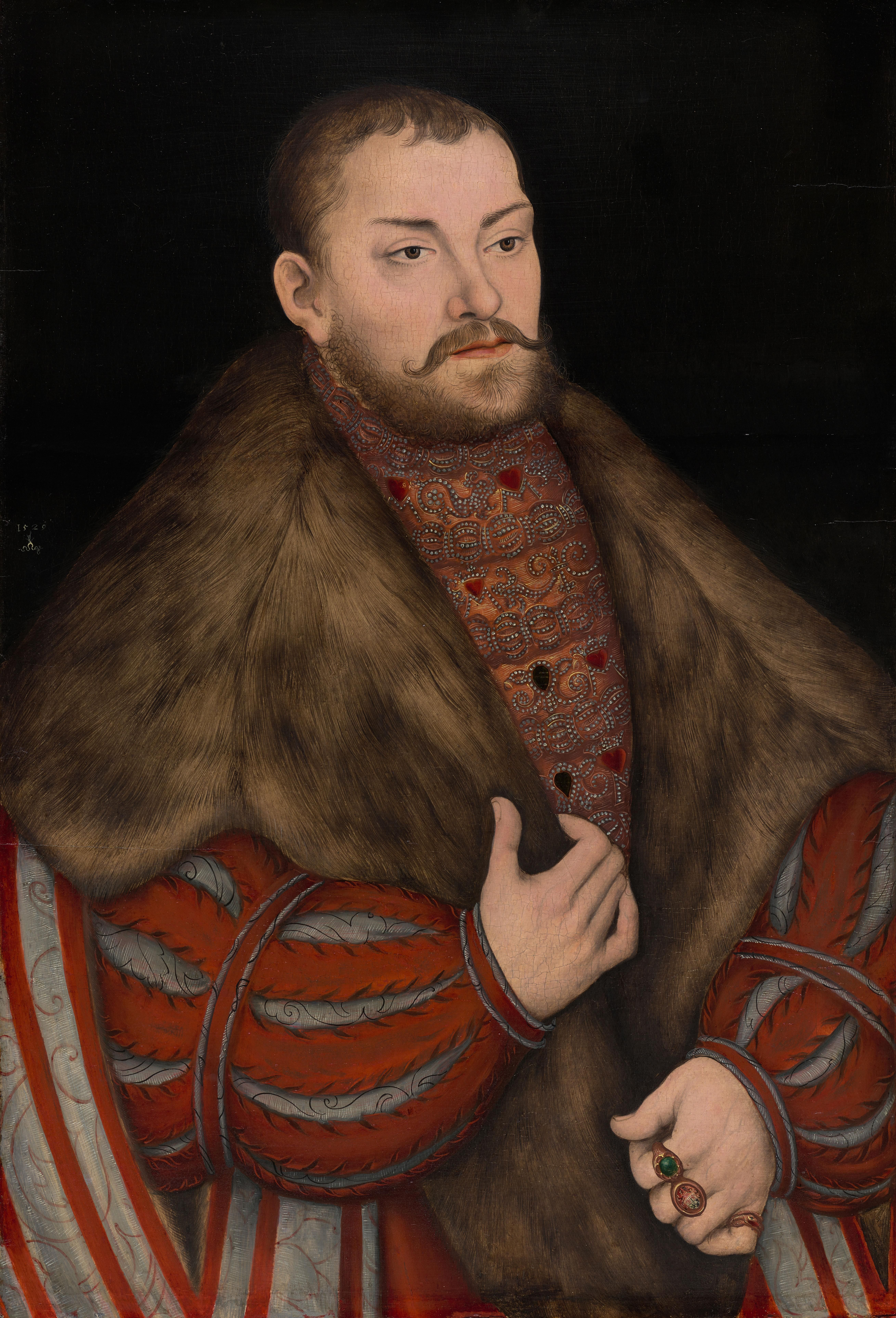
Joakim II, porträtt målat av Lucas Cranach den äldre 1529.

Joakim II tillhörde huset Hohenzollern och var son till kurfursten Joakim I "Nestor" av Brandenburg och hans maka Elisabet av Danmark, samt brorson till den kyrkliga kurfursten ärkebiskop Albrekt av Magdeburg och Mainz. Med anledning av hans fars och farbrors röster som elektorer i det tysk-romerska kungavalet inleddes äktenskapsförhandlingar 1517–1518 för Joakim II:s räkning med prinsessor av både Frankrike och av huset Habsburg, men ingen förlovning ingicks som resultat av förhandlingarna. 
Modern Elisabet var en tidig anhängare av Martin Luther och flydde 1528 äktenskapet med fadern Joakim I, som valde den katolska sidan i konflikten. Joakim II ingick äktenskap med Magdalena av Sachsen 1524, dotter till hertig Georg av Sachsen, vilket stärkte Brandenburgs band till den påvliga sidan. Paret vigdes på hertig Georgs önskan av Joakims farbror Albrekt, som 1518 utnämnts till kardinal.
Epitetet Hektor, efter den trojanske hjälten, tillkom i samband med att Joakim II 1532 framgångsrikt ledde den niedersachsiska kontingenten i huset Habsburgs krig mot turkarna.

### Kurfurste 1535–1571

#### Arvdelningen av Brandenburg
Joakim II efterträdde 1535 fadern som kurfurste av Brandenburg med säte i Berlin-Cölln. Enligt faderns testamente från 1534 tillföll endast en större andel av kurfurstendömet Joakim II, det som senare kom att benämnas Kurmark, medan Neumark med flera områden i strid med den brandenburgska familjeordningen tillföll brodern Johan, så att markgrevskapet Brandenburg-Küstrin med säte i Küstrin avdelades från kurfurstendömet fram till 1571.
Då hustrun Magdalena avlidit 1534 kom Joakim II att gifta om sig med prinsessan Hedvig Jagiellonica av Polen 1535 i Kraków. 

#### Byggprojekt och dåliga statsfinanser

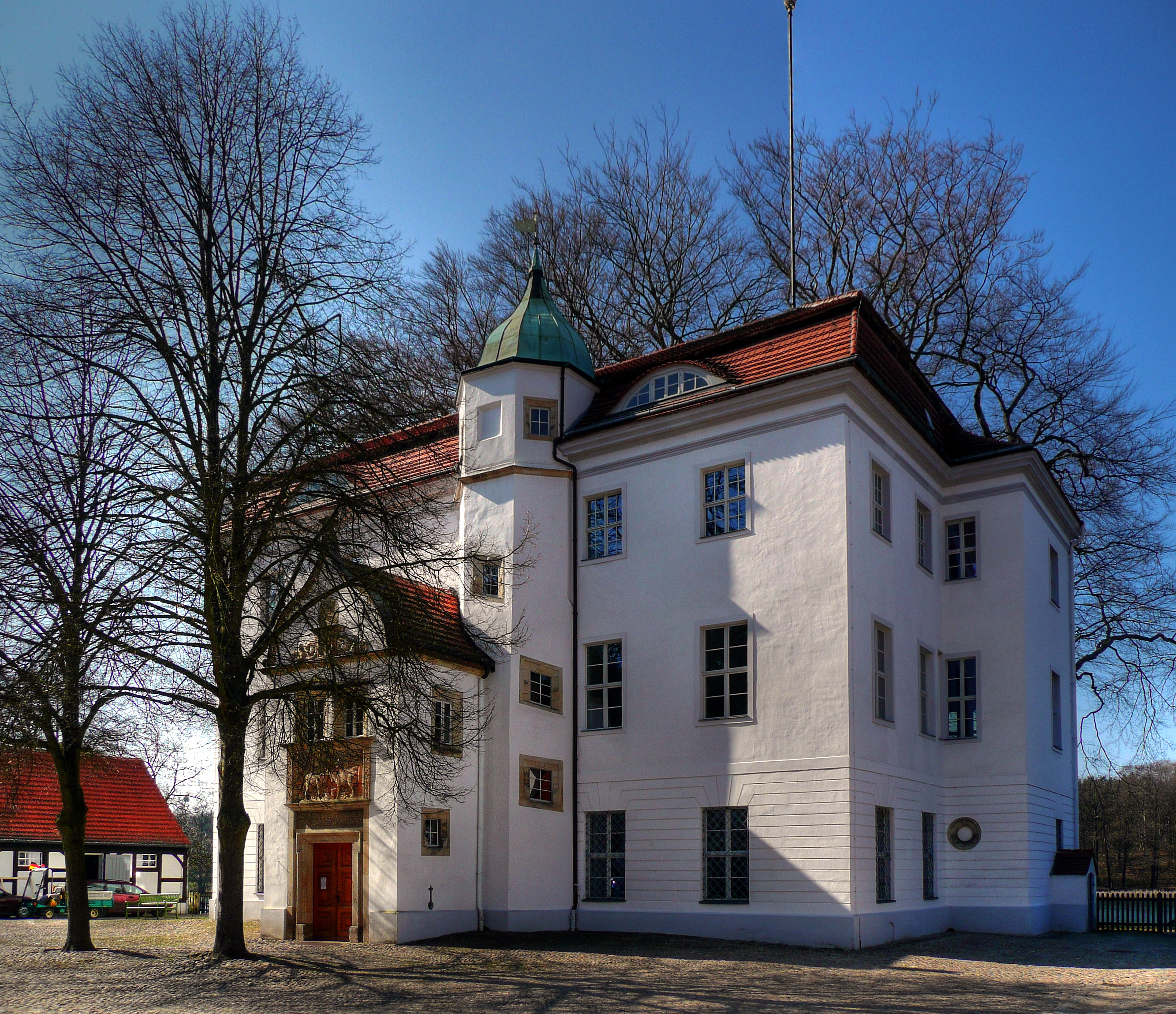
Grunewalds jaktslott grundlades 1542 på Joakim II:s order. Här installerade han även sin älskarinna Anna Sydow.

Joakim II lät under början av sin regering bygga om dominikanerklostret i Cölln till hovkyrka för det kurfurstliga hovet och flyttade även faderns och huset Hohenzollerns familjegravar dit, från den tidigare brukliga kurfurstliga begravningskyrkan i Lehnins kloster. Hohenzollernkryptan kom sedermera att åter flyttas till platsen för Berlins domkyrka under 1700-talet. 1538 inledde han även en större ombyggnad av Berlins stadsslott till ett renässansslott.
1542 inleddes bygget av Grunewalds jaktslott utanför Berlin och den kavelbroförstärkta landsväg som ledde mellan Berlins stadsslott och jaktslottet. Vägen kom sedermera att bli ursprunget till den stora paradgatan Kurfürstendamm i västra Berlin.
Praktlysten, gladlynt och böjd för att inlåta sig med allehanda äventyrare, guldmakare med mera, förstörde Joakim statens finanser. Hans stora byggnadsprojekt var dyra, och redan 1544 uppgick skulden till omkring 700 000 Reichsthaler. 1539 hade Joakim II under inflytande av Philipp Melanchthon, som karakteriserat 1510 års pogrom i Berlin som ett justitiemord, tillåtit judar att slå sig ner i Brandenburg. Genom särskilda skatter för judiska köpmän fann han en välbehövlig inkomstkälla, och bland annat i Frankfurt an der Oder uppstod snart judiska församlingar. 
Efter att den tidigare hovfaktorn Michael von Derenburg 1549 rånats på väg med de kurfurstliga skatteintäkterna från Frankfurt an der Oder till Berlin och sedermera avlidit, utnämndes Lippold Ben Chluchim från Prag 1556 till ny hovfaktor (i dåtiden benämnd "hovjude"). Lippold utsågs även till kurfurstlig myntmästare och flyttade myntverket till en fastighet på nuvarande Poststrasse 4 i Nikolaiviertel i Berlin. Joakim II kunde endast med omfattande stöd och tvångsåtgärder från Lippold hålla ekonomin flytande, och måste göra ständerna betydande medgivanden för att avhjälpa följderna. Bland annat urholkades myntvärdet samtidigt som användning av utländsk valuta och ädelmetall som betalningsmedel förbjöds.

#### Reformationen

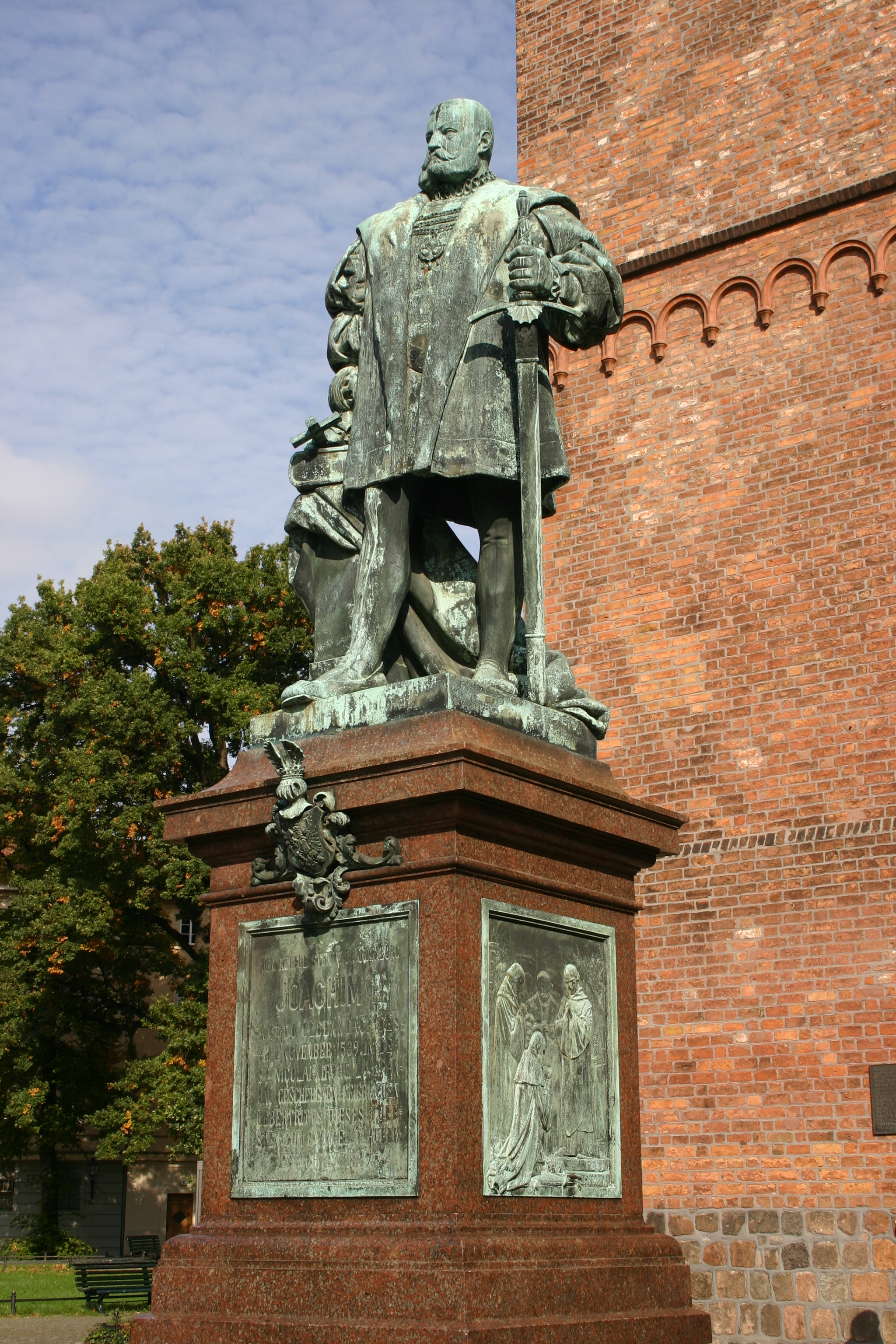
Reformationsminnesmärket över Joakim II utanför Nikolaikyrkan i Spandau, den kyrka där han firade den första gudstjänsten enligt luthersk sed.

Joakim II konsulterade Philipp Melanchthon i religionsfrågor och lät 1539 införa reformationen i kurfurstendömet, i måttfullt luthersk anda. Medan många seder behölls oförändrade i den nya kyrkoordningen, infördes nu prästäktenskap, nattvarden enligt luthersk ritual och den lutherska läran om rättfärdiggörelse. Politiskt positionerade sig Joakim II på detta sätt mellan protestanter och katoliker. Joakim II började fira gudstjänst enligt luthersk sed i november 1539, vilket en staty framför Nikolaikyrkan i Spandau senare restes till minne av. Hans hustru Hedvig kom att livet ut förbli trogen katolik och utverkade med polsk hjälp en garanti för detta. Genom reformationen kom klostren i Brandenburg att under följande år sekulariseras.
I Frankfurtrecessen 1558 anslöt sig Joakim II tillsammans med flera protestantiska furstar till Augsburgska bekännelsen, men han hade valt att ställa sig utanför Schmalkaldiska förbundet för att kunna förhålla sig neutral i religionskriget. År 1558 påbörjade han även bygget av Köpenicks slott på platsen för en äldre medeltida borg.
1569 lyckades Joakim bli hyllad som den sinnessjuke och minderårige släktingen hertig Albrekts förmyndare och efterträdare i hertigdömet Preussen, med länsherren kung Sigismund II August av Polens tillstånd. Under Nordiska sjuårskriget försökte Joakim medla mellan Sverige och Danmark.

#### Hov- och privatliv
Enligt bland andra historikern Felix Escher kom Joakim II:s regering och livsföring som renässansfurste att delvis anta excentriska och maktfullkomliga drag. År 1567 anordnade han ett "batongkrig" som ett iscensatt slag mellan borgarna i Berlin-Cölln på ena sidan och Spandau på andra sidan, där enbart korta klubbor och batonger användes som vapen. "Kriget" varade i tre dagar och innehöll även ett sjöslag på floden Havel. Vintern 1570 åkte kurfursten tillsammans med medlemmar av hovet på skridskor till Spandau för att röva bort kvinnor från staden och därefter återföra dem. 
Efter att hustrun Hedvig år 1549 skadat bäckenet i en olycka, vilket stoppade det äktenskapliga samlivet, inledde Joakim II ett förhållande med borgardottern Anna Sydow, som installerades på Grunewalds jaktslott. Älskarinnan gifte sig sedermera med gjutaren Dieterich. Hon kom snart att framträda med Joakim II även i offentligheten och födde honom två barn, varav dottern Magdalena överlevde till vuxen ålder och adlades grevinna av Arneburg. Anna födde även tre barn inom äktenskapet vilka också gynnades av Joakim.

### Död
Joakim II avled plötsligt under julfirandet på Köpenicks slott den 3 januari 1571, i hovläkaren Paul Luthers frånvaro. Han efterlämnade ett skuldberg som uppgick till 2,5 miljoner gulden. Hans son och efterträdare, kurfurst Johan Georg anklagade hovfaktorn Lippold för förskingring, men då denne frikändes kom han även att anklaga Lippold för trollkonst och giftmord på fadern. Lippold avrättades och Johan Georg fördrev åter Brandenburgs judar ur landet, så att judendomen kom att officiellt förbjudas fram till 1671. Älskarinnan Anna Sydow fängslades i strid mot faderns sista vilja av Johan Georg och spärrades in i Zitadelle Spandau fram till sin död 1575.
Joakim II begravdes i hovkyrkan, Berlins dominikanerklosters kyrka, men när Hohenzollerngravarna under Fredrik II av Preussens regering flyttades till Berlins domkyrka återfanns varken Joakim II:s eller faderns gravar. Sentida utgrävningar har inte funnit något spår av sarkofagen.

## Familj

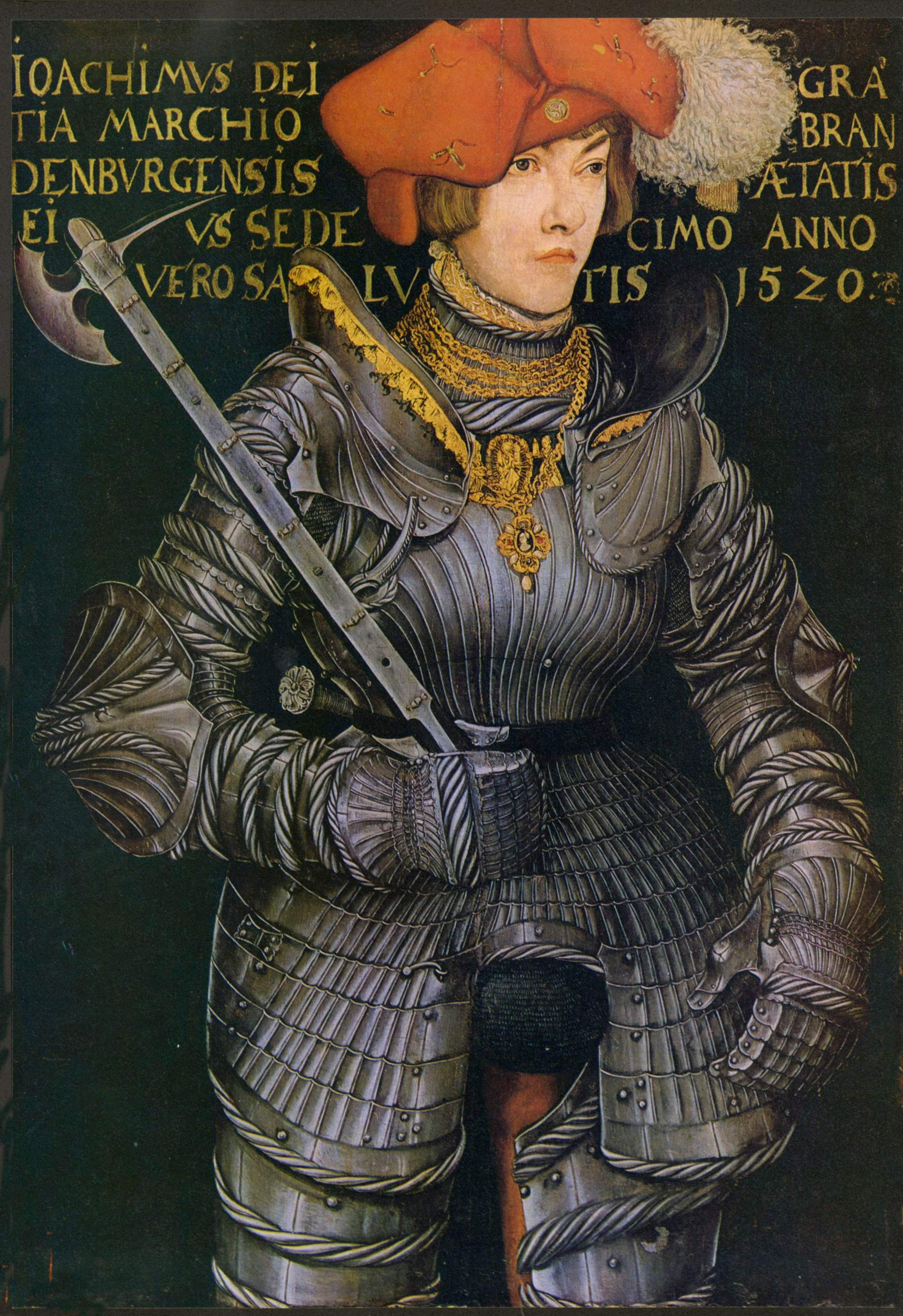
Joakim II som kurprins, porträtt av Lucas Cranach den äldre.

Första äktenskapet ingicks med Magdalena av Sachsen (1507–1534), dotter till hertig Georg av Sachsen-Meissen och Sagan. I äktenskapet föddes:
- Johan Georg av Brandenburg (1525–1598), kurfurste och regerande markgreve av Brandenburg

gift 1545 med furstinnan Sofia av Liegnitz (1525–1546)
gift 1548 med furstinnan Sabina av Brandenburg-Ansbach (1529–1575)
gift 1577 med furstinnan Elisabet av Anhalt (1563–1607)
- Barbara av Brandenburg (1527–1595)

gift 1545 med hertig Georg II av Brieg (1523–1586)
- Elisabet (1528–1529)
- Fredrik IV av Brandenburg (1530–1552), ärkebiskop av Magdeburg
- Albrekt (född/död 1532)
- Georg (född/död 1532)
- Paul (född/död 1534)

I andra äktenskapet med Hedvig av Polen (1513–1573) föddes:
- Elisabet Magdalena (1537–1595)

gift 1559 med Frans Otto av Braunschweig-Lüneburg (1530–1559)
- Sigismund (1538–1566), ärkebiskop av Magdeburg och biskop av Halberstadt
- Hedvig (1540–1602)

gift 1560 med hertig Julius av Braunschweig-Wolfenbüttel (1528–1589)
- Sofia (1541–1564)

gift 1561 med Vilhelm av Rosenberg (1535–1592)
- Joakim (1543–1544)

Dessutom hade Joakim II två utomäktenskapliga barn med mätressen Anna Sydow (1525–1575):
- Magdalena (1558–1610), adlad grevinna av Arneburg
- Andreas (1562–1569)